# Våbenembargo
 Denne artikel bør gennemlæses af en person med fagkendskab for at sikre den faglige korrekthed.

En våbenembargo er en begrænsning eller et sæt sanktioner, der gælder enten udelukkende for våben eller tillige for "teknologi med dobbelt anvendelse". En våbenembargo kan tjene et eller flere formål:
- at signalere misbilligelse af en bestemt aktørs adfærd.
- at bevare neutraliteten i en igangværende konflikt.
- som en fredsmekanisme, der er en del af en fredsproces for at løse en væbnet konflikt.[1]
- at begrænse en aktørs mulighed for at udøve vold mod andre.
- at svække et lands militære kapaciteter før en udenlandsk intervention.